# Віллі Брандт

Поштова марка ФРН присвячена В. Брандту, 1993 (Scott 1819)

Ві́ллі Бра́ндт (нім. Willy Brandt, ім'я при народженні Герберт-Ернст-Карл Фрам, нім. Herbert Ernst Karl Frahm; 18 грудня 1913, Любек — 8 жовтня 1992, Ункель) — німецький та європейський політик, соціал-демократ, державний діяч, лауреат Нобелівської премії миру (1971) («На знак визнання конкретних ініціатив, що призвели до ослаблення напруженості між Сходом і Заходом»).

## Дитинство та молоді роки

### Сім'я
Віллі Брандт народився 18 грудня 1913 року на півночі Німеччини у передмісті Любека, при народженні отримавши ім'я Герберт Фрам. Брандт був позашлюбною дитиною. Його мати — Марта Фрам (1894—1969), яка також була позашлюбною дитиною, працювала продавчинею у споживчій спілці Любека. Батько Брандта — Йон Гайнріх Меллер — був гамбурзьким вчителем († 1958), який з 1912 по 1913 роки тимчасово працював у реальній школі Любека. Марта Фрам не дала Віллі Брандту прізвище батька, коли реєструвала народження сина у міських органах. 26 лютого 1914 року хлопець був охрещений у протестантській церкві св. Лоренца у Любеку; на той час заборонялося хрещення дітей, народжених поза шлюбом, у власній парафіяльній церкві.
Віллі Брандт ніколи не знав свого батька, хоча з 1947 року йому була відома його особа. Хлопець з дитинства був у неблизьких та холодних відносинах зі своєю матір'ю. Згадуючи минуле, він називав її «жінка, яка була моєю матір'ю».
На початках Брандт жив у матері, яка працювала та у робочі дні віддавала його на догляд до сусідки. З 1919 року Людвіґ Фрам (1875—1935) — вітчим Марти Фрам — зайнявся вихованням внука. Ім'я Людвіґа Фрама було вказане як ім'я батька Віллі Брандта в атестаті хлопця. У вересні 1927 року мати Віллі Брандта одружилася з полірувальником Емілем Кульманном, у 1928 році народився його молодший напівбрат Ґюнтер Кульманн. Відтоді Брандт бачився зі своєю матір'ю «лише зрідка». Брандт описує свою молодість як «бездомну», а сімейні стосунки як хаотичні.

### Освіта
Спочатку Брандт відвідував середню школу св. Лоренца для хлопчиків, з 1927 року реальну школу, а з 1928 року він перейшов до гімназії св. Йогана в Любеку, де склав випускні іспити у 1932 році. У заяві на дозвіл для здачі іспитів Брандт вказав, що хоче стати журналістом. Брандт мав можливість отримати стипендію на навчання в університеті від Соціал-демократичної партії. Та після того, як Брандт зі скандалом залишив партію, він утратив цю можливість. Натомість у 1932 році він розпочав волонтаріат у корабельній маклерській фірмі Reederei und Spedition F. H. Bertling KG у Любеку.

## Політична діяльність у часи Веймарської республіки
У 1929 році ще юнаком він вступає до спілки Соціалістичної Робочої Молоді (нім. Sozialistischen Arbeiter-Jugend, SAJ), а роком пізніше у Соціал-демократичну партію Німеччини (СДПН, нім. Sozialdemokratische Partei Deutschlands, SPD). В 1931 році він переходить до Соціалістичної Робочої партії, (СРП, нім. Sozialistischen Arbeiterpartei Deutschlands, SAP), однієї з ліво-соціалістичної груп.
Після приходу до влади у Німеччині нацистів у 1933 році СРП було заборонено. Партія вирішує продовжити боротьбу проти націонал-соціалізму у підпіллі. У березні 1933 року Брандт отримує партійне завдання — організувати виїзд лідера СРП-партії Пауля Фреліха (Paul Frölich) в Осло (Норвегія). Однак Фреліха було перед виїздом заарештовано і Брандт бере на себе його завдання — організувати у Норвегії партійний осередок. Брандт через Данію потрапляє до Норвегії і розпочинає в Осло відвідувати студію з історії. Там він очолює раду молодіжної спілки Соціалістичної Робочої партії та очолює заодно Комітет молодіжного союзу соціалістів (нім. SAP-Jugendverbandes, SJVD). У 1934—1937 роках він заочно представляє Інтернаціональне Бюро революційних молодіжних організацій в «Лондонському бюро».
У 1934 році він бере собі псевдонім «Віллі Брандт», котрий з 1947 року стає його офіційним ім'ям.
1937 року Брандт бере участь у громадянській війні в Іспанії.

## Політична кар'єра
У стислому викладі:
- бургомістр Західного Берліна (1957—1966),
- міністр закордонних справ та заступник бундесканцлера ФРН (1966—1969),
- бундесканцлер ФРН (1969—1974),
- президент Соціалістичного інтернаціоналу (1976—1992),
- з 1979 року — член Європейського парламенту.

### Канцлерство
Його політика була спрямована на пом'якшення напруги між країнами східної та західної Європи. За внесок у поліпшення міжнародних відносин нагороджений Нобелівською премією Миру 10 грудня 1971 року.
Ставши канцлером, Віллі Брандт не відмовився від реформ, але зробив акцент на зовнішній політиці. Одне із завдань — покінчити з невизнанням НДР. 19 березня 1970 року в Ерфурті відбулась історична подія — зустріч канцлера Віллі Брандта та голови уряду НДР Віллі Штофа — «Віллі Вест» і «Віллі Ост». Президент США Річард Ніксон ставився поблажливо до колишнього лівого соціаліста, але не мав нічого проти його східної політики.
У Катеринському залі Кремля Брандт підписав договір, що символізує прорив у відносинах СРСР та ФРН. Обидві сторони відмовилися від застосування сили. Політика примирення, яку проводив Брандт, отримала міжнародне визнання. Попри Нобелівську премію миру, німці вважали його зрадником.
У 1970—1973 роках канцлер Брандт підписав із СРСР, Польщею і Чехословаччиною та Німецькою Демократичною Республікою двосторонні договори, за якими Брандт від імені німецької нації визнавав, що Німеччина назавжди втратила свої східні землі, і гарантував, що Німеччина ніколи не поверне їх силою, а також чотиристоронню угоду зі США, СРСР та Велику Британією та Францією про особливий статус Західного Берліна, за якою він перестав вважатися складовою частиною ФРН, хоча його громадяни отримали право подорожувати світом, у тому числі соціалістичним країнам, з паспортами ФРН.
Віллі Брандт декілька разів побував у СРСР — побував у Москві, Ленінграді, Криму, Узбекистані та Сибіру.
Ще на початку 1970-х років у міжнародній соціал-демократії склався великий тріумвірат — німець Віллі Брандт, австрієць Бруно Крайський та швед Улоф Пальме. Представники трьох європейських соцпартій протягом чотирьох років (1972—1975) обмінювалися листами, проводили публічні дискусії.
У 1972 році Віллі Брандт був переобраний канцлером Німеччини, проте через два роки був змушений подати у відставку після того, як його особистий референт виявився кадровим розвідником НДР.

### Життя після канцлерства
У 1977—1983 рр. був головою Незалежної комісії «Північ — Південь». Очолював фонд «Мир і розвиток». У 1987 році після відходу у відставку з поста голови СДПН вибраний почесним головою партії.
З серпня 1992 року стан здоров'я Брандта почав швидко погіршуватися. Помер 8 жовтня 1992 року о 16:35.

## Нагороди
- 1959: Орден «За заслуги перед Федеративною Республікою Німеччина»
- 1960: Орден Святого Олафа
- 1961: Почесний знак «За заслуги перед Австрійською Республікою»
- 1965: Орден «За заслуги перед Італійською Республікою»
- 1968: Орден Ісландського сокола
- 1969: Орден Оранія-Нассау
- 1970: Орден Данеброг
- 1970: Орден першого класу Pro Merito Melitensi
- 1970: Людина року (Time)
- 1970: Почесний доктор Оксфордського університету
- 1971: Нобелівська премія миру
- 1971: Орден бельгійської корони
- 1971: Орден Вранішнього Сонця
- 1971: Почесний доктор Єльського університету
- 1972: Орден Вази
- 1973: Почесний знак «За заслуги перед Австрійською Республікою»
- 1973: Орден Почесного легіону
- 1973: Почесний доктор Страсбурзького університету
- 1981: Золота медаль Бней Бріт
- 1985: Премія миру ім. Альберта Еншейна
- 1986: Орден «Сонце Перу»
- 1992: Премія ім. Дольфа Штернберґера[11]